# フロイデンベルク (ジーガーラント)
フロイデンベルク (ドイツ語: Freudenberg, [ˈfrɔ‿yd̩nbɛrk]) は、ドイツ連邦共和国ノルトライン＝ヴェストファーレン州アルンスベルク行政管区のジーゲン＝ヴィトゲンシュタイン郡に属す市である。
本市はドイツ＝オランダ観光街道のオラニエ・ルート沿いに位置している。

## 地理

### 位置

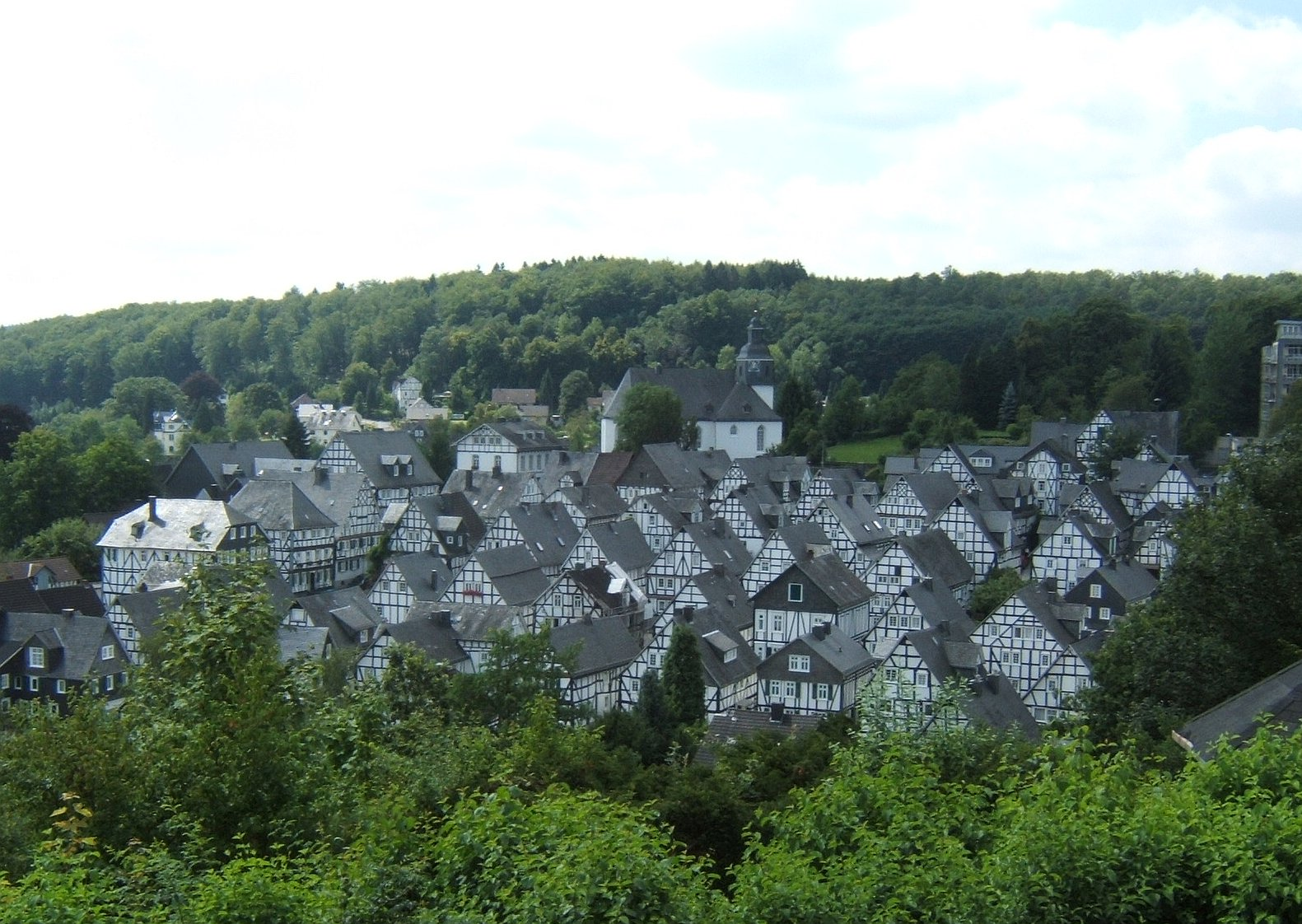
モノトーンの街並みが印象的なフロイデンベルク旧市街

フロイデンベルクは、ジーガーラントに属す中低山地の丘陵地、海抜 243 m から 505 m に位置している。地形は大部分がジーガーラントの構成要素であるフロイデンベルガー山地に属す。市域の南部はギーベルヴァルトの山並みで、この中に 527 m のギーベルベルクもある。その山頂はニーダーフィッシュバッハに位置するが、ラインラント＝プファルツ州との州境に面したその斜面は、フロイデンベルクの最も高い箇所にあたる。総面積約 55 km2 は17市区に分けられるが、その約 2/3 は広葉樹や針葉樹の森林からなっている。
市内を流れる最も長い川トップ 3は、アスドルフ川、フィッシュバッハ川、アルヒェ川である。長さ約 6.5 km のフィッシュバッハ川はニーデルンドルフの西でアスドルフ川に合流する。アスドルフ川は市内を 8.6 km 流れ、さらに下ってキルヒェン付近でジーク川に注ぐ全長 20 km の川である。アルヒェ川は、ビュールの北、オルペ郡との郡境近くから湧出し、市内を約 5 km 流れ、ジーゲンのゼールバッハ市区を通ってジーゲン中心部へ向かい、そこでジーク川に合流する。

### 市域の広がり
最も東の市区はニーダーホルツクラウである。この市区はジーゲンのランゲンホルディングハウゼン市区から約 1 km しか離れていない。ニーダーホルツクラウの北に位置するオーバーホルツクラウが最も北の市区である。南に位置するニーデルンドルフ市区は、ラインラント＝プファルツ州との州境およびジーゲンのオーバーシェルデン市区から約 2　km の距離にある。西にはマウスバッハ市区がある。この市区はアルテンキルヒェン郡フリーゼンハーゲンの下ルンドルフ地区と接している。この市区が、フロイデンベルク市の中で建物がある最も西の部分である。この市区の南に位置するプリッタースハーゲン市区の人家がない部分は、これより約 0.5 km 西にまで張り出している。

### 隣接する市町村
フロイデンベルク市に隣接する市町村は、ヴェンデン（オルペ郡）、ジーゲン、クロイツタール（ともにジーゲン＝ヴィトゲンシュタイン郡、ここまではノルトライン＝ヴェストファーレン州）、フリーゼンハーゲン、ハルバッハ、ニーダーフィッシュバッハ（ラインラント＝プファルツ州）と境を接している。

### 市の構成
フロイデンベルクは17市区で構成されている。
| 市区                     | 市区             | 人口（人） | 地図 |
| ------------------------ | ---------------- | ---------- | ---- |
| アルヒェン               | Alchen           | 1,886      |      |
| ボッテンベルク           | Bottenberg       | 260        |      |
| ビュール                 | Bühl             | 388        |      |
| ビュッシャーグルント     | Büschergrund     | 3,448      |      |
| ディルレンバッハ         | Dirlenbach       | 359        |      |
| フロイデンベルク         | Freudenberg      | 5,022      |      |
| ハイスベルク             | Heisberg         | 208        |      |
| ホーエンハイン           | Hohenhain        | 444        |      |
| リンデンベルク           | Lindenberg       | 832        |      |
| マウスバッハ             | Mausbach         | 159        |      |
| ニーダーホイスリンゲン   | Niederheuslingen | 389        |      |
| ニーダーホルツクラウ     | Niederholzklau   | 186        |      |
| ニーデルンドルフ         | Niederndorf      | 1,713      |      |
| オーバーフィッシュバッハ | Oberfischbach    | 996        |      |
| オーバーホイスリンゲン   | Oberheuslingen   | 926        |      |
| オーバーホルツクラウ     | Oberholzklau     | 621        |      |
| プリッタースハーゲン     | Plittershagen    | 468        |      |

人口は2014年12月31日現在の数値である。

## 歴史
最も古い市区は、おそらく、早くも11世紀に文献に記録されているプリッタースハーゲンとオーバーホルツクラウ（1079年）である。フロイデンベルクは、15世紀初めに官庁および裁判所の所在地であったことが確認されている。フロイデンベルクの集落と城砦は、1389年に初めて記録されている。
この城砦は、集落のあるヴァイベタールの高台に、ナッサウ伯によってこの地域の西の支柱として設けられた。ナッサウ、ヴィアンデンおよびディーツの伯ヨハン4世は1456年11月7日にフロイデンベルク住民に自由権を授けた。この1456年の特許状は現在、都市権授与を示唆していると考えられている。文書は、フロイデンベルクが極めて早い段階で「フレッケン」として建設されたことを示している。歴史的中核市区は現在でも「アルター・フレッケン」という名で呼ばれている。
1540年にこの城と集落は火災によって大きな損害を被った。ヴィルヘルム富裕伯の命令で、16世紀中頃に新しい都市建設が行われた。フレッケンは4つの門を持つ防衛施設で囲まれた。北西にホーヘンハイナー門、北東にヴァイハー門、南東にブラース門、南西にシュール門が設けられた。1666年8月9日の落雷により引き起こされた2度目の大火災で街は再び荒廃した。1軒の家（ケルナー通り 3番地）だけが無傷で残り、これ以後フロイデンベルクで最も古い建物と見なされている。ナッサウ＝ジーゲン侯ヨハン・モーリッツは、1540年時点と基本的に変わらない地割りでフレッケンを再建した。城は再建されなかったため現在は壁の遺構が見られるだけである。
1588年3月18日、100人を超える武装したザウアーラントの人々がフロイデンベルクの2軒の宿屋を襲撃した。1597年にヘルリンゲン農場が記録されている。この農場は1780年頃まで存続していた。
1796年9月8日には、フロイデンベルクでのフランス軍による軍資金の大規模な強奪が報告されている。

### 市町村合併
1969年1月1日それまで独立した町村であったアルヒェン、ボッテンベルク、ビュール、ビュッシャーグルント、ディルレンバッハ、ハイスベルク、ホーエンハイン、リンデンベルク、マウスバッハ、ニーダーホイスリンゲン、ニーダーホルツクラウ、ニーデルンドルフ、オーバーフィッシュバッハ、オーバーホイスリンゲン、オーバーホルツクラウ、プリッタースハーゲンが合併した。ほとんどの集落がそれまでアムト・フロイデンベルクに属していた。

### 人口推移
フロイデンベルク市成立以後の公式な人口推移は以下の通りである。
| 年   | 人口（人） |
| ---- | ---------- |
| 1970 | 14,294     |
| 1975 | 15,346     |
| 1980 | 15,844     |
| 1985 | 16,081     |
| 1990 | 17,079     |

| 年   | 人口（人） |
| ---- | ---------- |
| 1995 | 18,094     |
| 2000 | 18,328     |
| 2005 | 18,562     |
| 2010 | 18,392     |

## 行政

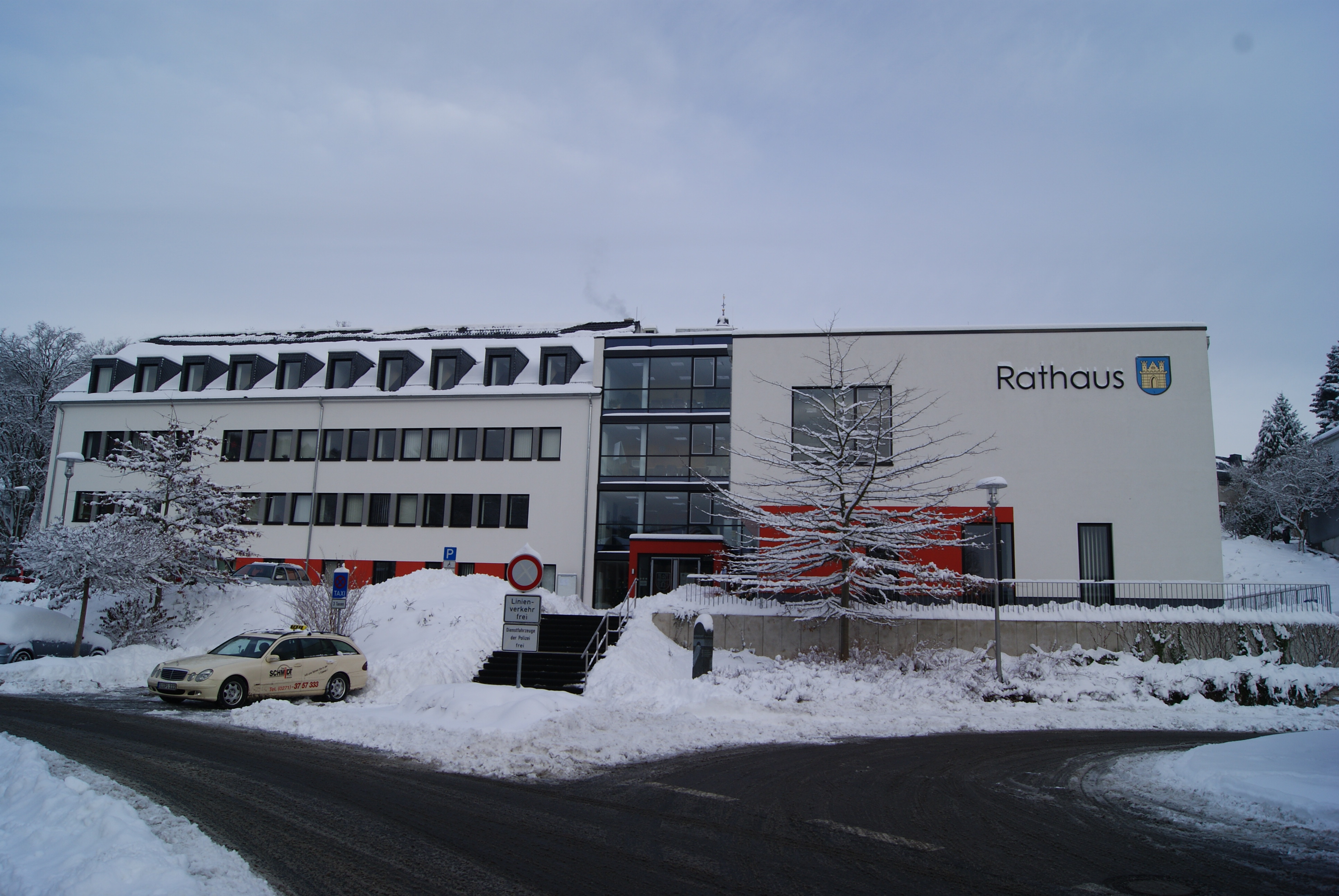
フロイデンベルク市庁舎

### 市議会
フロイデンベルク市の市議会は 34議席で構成されている。

### 首長
2015年9月末に、ニコル・レシュケ (SPD) がハイデ・バッツ (CDU) との決選投票に勝利し、市長に選出された。

### 財政
フロイデンベルク市の負債額は2012年12月31日現在、58,262,543 ユーロである。これは住民1人あたり3,234ユーロにあたる。この街は、将来の経済的負担を軽減し、負債を減らすよう務めることを定めた、財政面におけるいわゆるサステイナブル法を自主的に施行したドイツ初の自治体の1つである。

### 紋章
紋章には、青地に金色の市門が描かれている。配色はナッサウ＝ジーゲン侯家の色である。

### 姉妹都市
- モール（ハンガリー語版、英語版）（ハンガリー、フェイェール県）1989年

## 文化と見所

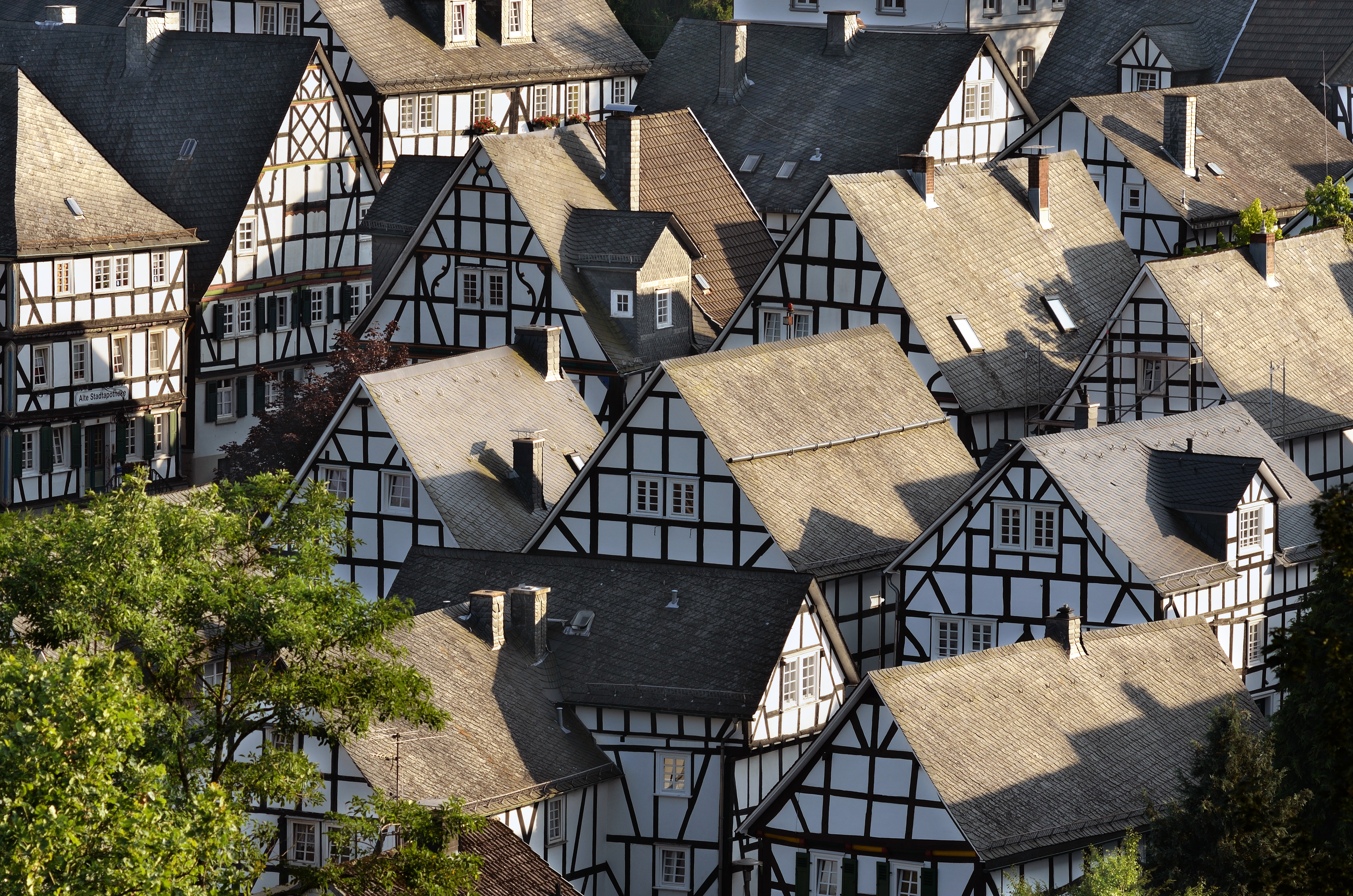
フロイデンベルク旧市街

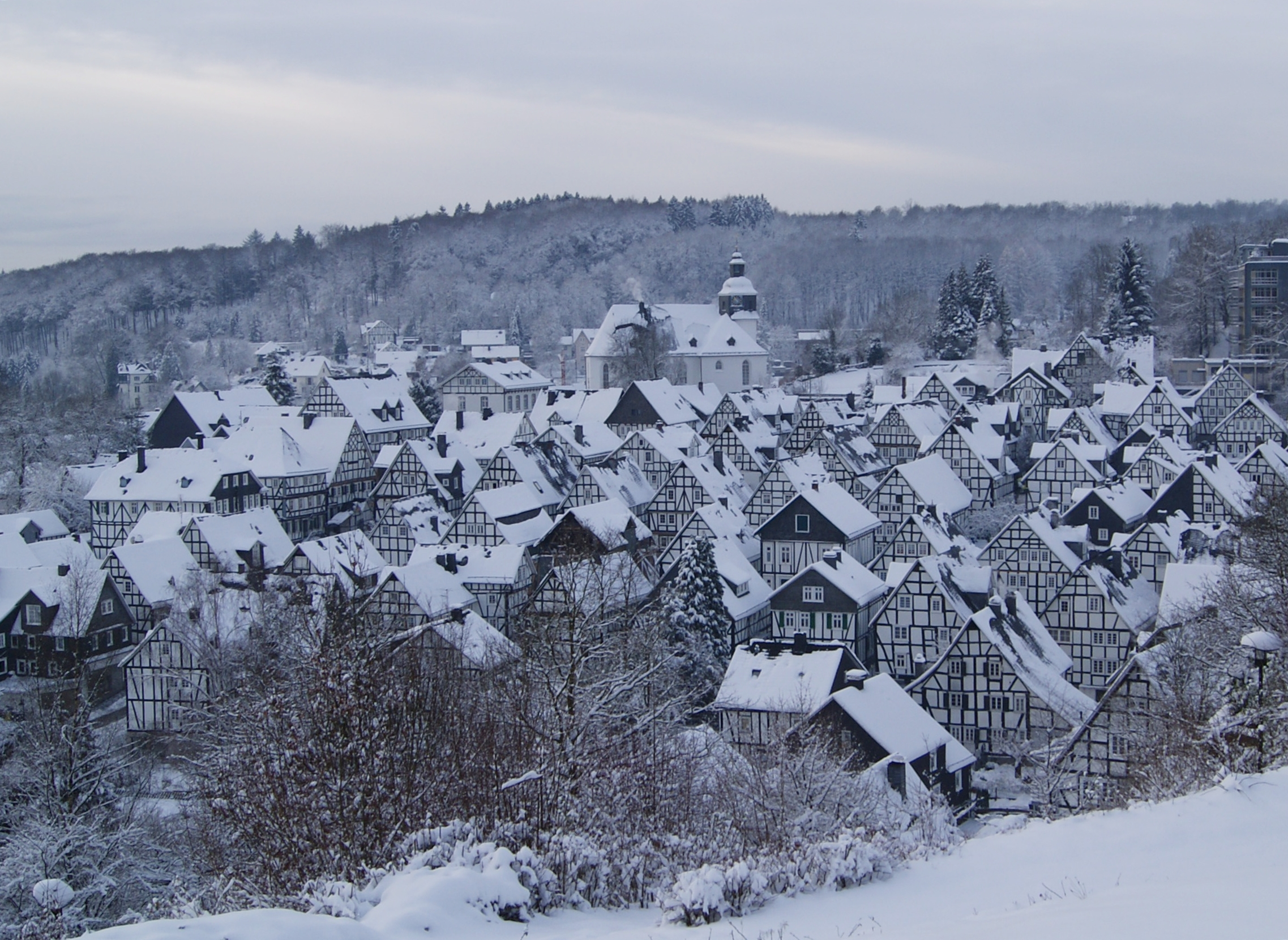
フロイデンベルク旧市街の雪景色

南ヴェストファーレン野外ビューネ・フロイデンベルクでは、森と岩を背景にして、年に2回新演出で子供向けや大人向けの演劇が上演されている。観客席には屋根が設けられている。年間約5万人がこの野外劇場を訪れる。
旧市街中心のアルター・フレッケンの中心にある市立博物館は、市の歴史や経済史を紹介している。フロイデンベルクの時計職人シュタールシュミットの時計コレクションもこれに含まれる。オルパー通り沿いの技術博物館は、この地域の産業・工業史の物品を展示している。1904年製の稼働可能な蒸気機関やトランスミッションを介して駆動する歴史的な機械工場が保存されており、展示の目玉となっている。さらに様々な種類の歴史的な乗り物も展示されている。

### 建築
- 「アルター・フレッケン」は完全に木組み建築で構成されたフロイデンベルクの旧市街である[14]。この街並みは17世紀の小都市の特徴を示している。アルター・フレッケンは、ノルトライン＝ヴェストファーレン州の文化地図に「国際的に重要な建築文化財」と記されている。これに比肩しうる木組み建築の歴史的市街中心は他にない。福音主義教会は、1585年に独自の教区が設けられた後、1602年から1606年に防衛教会として建設された。城山の鐘楼と壁跡はかつての城砦施設の唯一の名残である。
- オーバーホルツクラウの教会は13世紀の初めに建設された、ゴシックへの移行期の状態が明らかに判る見応えのあるロマネスク教会である。その近くに建つ木組みの牧師館は、1608年に建設された。この建物はヴェストファーレンで最も古い牧師館である。
- ゲオルク・マイスターマンのステンドグラスを有する聖マリエン教会も注目に値する。

- フロイデンベルク市立博物館（左手前の建物）
- 技術博物館に展示されている蒸気機関
- フロイデンベルクの福音主義教会
- 聖マリエン教会の教会塔

### 映画
この街は、デトレフ・ブックの映画「リーベスルーダー」で、整然として、偏狭で、一皮めくれば悪臭を放つ小都市の象徴として使われた。また、映画「ルポ・ウント・デア・ムエツィーン」でもロケ地として使われている。この街の一部、たとえばベテスダ病院はクリストフ・マリア・ヘルプストとクラウス・ヨハネス・ベーレントの映画「ヤーコプス兄弟」のロケ地である。

### 自然文化財
樹齢 650年以上、高さ 30 m の「ベーレンヴァルトアイヒェ」（ヨーロッパナラ）は、自然文化財として保護されている。

## 経済と社会資本
本市を北から南東に向かってアウトバーン A45号線が貫いている。1980年代になるまでは、北はビッゲタール鉄道経由でオルペ行き、南はアスドルフタール鉄道経由でベッツドルフ行きの鉄道があった。現在はかつての軌道の一部が自転車道に改造されるか、あるいは土で埋められている。
フロイデンベルクには、モーラー広場とも呼ばれるバスターミナルがある。ここから路線バスがジーゲン、ベッツドルフおよびフロイデンベルクに隣接する市町村に運行している。この路線はヴェストファーレン南交通会社 (VWS) によって運営されている。
さらに週末には夜行バスがジーゲンからフロイデンベルクに運行されている。

## 人物

### 出身者
- ハンス＝ウルリヒ・ヴェーラー（ドイツ語版、英語版）（1931年 - 2014年）歴史家

## 関連図書
- Herbert Kienzler: Freudenberg (Westfälische Kunststätten, Heft 2). Münster o.J.

この文献は、翻訳元であるドイツ語版の参考文献として挙げられていたものであり、日本語版作成に際し直接参照してはおりません。

### 訳注
1. ↑  ドイツ語: Flecken、市場開催権など一部の権利が認められた比較的大きな町。